# Адокса
Адо́кса (лат. Adóxa) — род травянистых растений семейства Калиновые (Viburnaceae). Ареал рода — регионы с умеренным климатом Северного полушария.
Традиционно род считался монотипным с единственном видом — адоксой мускусной (Adoxa moschatellina), однако в конце XX века было описано ещё несколько видов, два из которых являются эндемиками Китая.

## Название
Родовое название может быть переведено с греческого как «бесславный» (α — частица отрицания; δόξα — слава). Это название было дано растению Карлом Линнеем и объясняется малозаметными зеленоватыми цветками.

## Биологическое описание
Многолетние травы с ползучими тонкими корневищами, оканчивающимися подземными столонами (клубнями) — побегами с недоразвитыми листьями, из которых будут развиваться надземные части растения в следующем году. У растения развивается один или два голых стебля. Цветки — четырёх- или пятимерные, сидячие, желтовато-зелёные. Плодущих тычинок — четыре или пять. Плоды ягодообразные, мясистые.

## Классификация

### Таксономия
Adoxa L., 1753, Sp. Pl.: 367
Род Адокса относится к семейству Калиновые (Viburnaceae) порядка Ворсянкоцветные (Dipsacales). Кладограмма в соответствии с Системой APG IV по состоянию на декабрь 2023 года:
|  |                                      |  |                                   |                                   |                     |  | ещё 1 семейство |            |            |                       |
|  |                                      |  |                                   |                                   |                     |  |                 |            |            | 4 подтвержденных вида |
|  |                                      |  |                                   | порядок Ворсянкоцветные           |                     |  |                 |            | род Адокса |                       |
|  |                                      |  |                                   | порядок Ворсянкоцветные           |                     |  |                 |            | род Адокса |                       |
|  | отдел Цветковые, или Покрытосеменные |  |                                   |                                   | семейство Калиновые |  |                 |            |            |                       |
|  | отдел Цветковые, или Покрытосеменные |  |                                   |                                   |                     |  |                 |            |            |                       |
|  |                                      |  | ещё 63 порядка цветковых растений | ещё 63 порядка цветковых растений |                     |  |                 | еще 2 рода | еще 2 рода |                       |
|  |                                      |  |                                   | ещё 63 порядка цветковых растений |                     |  |                 |            | еще 2 рода |                       |

### Виды
- Adoxa moschatellina L. (1753) typus — Адокса мускусная.
- Adoxa corydalifolia (C.Y.Wu, Z.L.Wu & R.F.Huang (2018)) Christenh. & Byng — Адокса хохлатколистная.
- Adoxa omeiensis H.Hara (1981) — Адокса омейская, или Адокса эмейская. Вид из Китая, эндемик провинции Сычуань[2].
- Adoxa xizangensis G.Yao (1992) — Адокса тибетская, или Адокса сицзанская. Вид из Тибетского автономного района. Видовой эпитет образован от слова Сицзан (Xizang) — Тибет.